# Papilio blumei
Papilio blumei is een vlinder uit de familie van de pages (Papilionidae). De soort is vernoemd naar Carl Ludwig Blume, die Boisduval kende omdat ze beiden werkten aan het beschrijven van de natuurlijke historie van Java en omliggende eilanden (Blume had de flora van Java geschreven).
De vlinder komt endemisch voor op Celebes. Boisduval, die de soort alleen kende uit de collectie van de verzamelaar Payen, meende dat de soort van Ambon kwam.

## Kenmerken
De vlinder heeft zwarte vleugels met iriserende groene tekening. Over de vleugels loopt een groene band, het staartje aan de achtervleugel is groen en langs de gekartelde achterrand van de achtervleugels loopt een rij groene vlekken. De spanwijdte is 12 tot 14 centimeter.
De schubben op de vleugels van Papilio blumei zijn bezet met miscropische structuren die doen denken aan de binnenkant van een eierdoos. Vanwege hun vorm en het feit dat ze bestaan uit afwisselende lagen van cuticula en lucht, produceren deze structuren felle kleuren.

## Leefwijze
De waardplanten van de soort zijn Euodia en Toddalia uit de wijnruitfamilie.

## Ondersoorten
- Papilio blumei blumei (Noord-, Centraal- en Zuidoost-Celebes)
- Papilio blumei fruhstorferi Röber, 1897 (Zuid-Celebes)